# Bulgariskans historia
Bulgariskans historia kan indelas i fyra stora perioder:
- förhistorisk period (från slavernas inflyttning på Balkanhalvön till slutet av 800-talet),
- fornbulgariska (från sent 800-tal till 1000-talet),
- medelbulgariska (från 1100-talet till 1400-talet),
- nybulgariska (från 1500-talet och framåt).

Bulgariska som skriftspråk existerar sedan slutet av 800-talet, det vill säga från fornbulgariskans tid. 

## Fornbulgariska
Fornbulgariskan var det första skrivna språket i det bulgariska språkets utveckling. Den kan beskrivas som ett mycket syntetiskt språk med ett omfattande böjningssystem. Språket finns belagt i ett antal handskrifter från sent 900-tal och tidigt 1000-tal, skrivna vid Preslavs litterära skola och Ohrids litterära skola eller några av de mindre skrivarskolorna runt dem. Det användes för en rikhaltig litterär verksamhet, huvudsakligen i slutet av 800-talet och början av 1000-talet, med författare som Konstantin av Preslav, Johannes Exark, Klemens av Ohrid, Tjernorizets Chrabar och Naum av Preslav (Naum av Ohrid). Inget av dessa författares arbeten har dock bevarats i original, utan de är endast kända genom senare kopior. 

### Namnet
Namnet “fornbulgariska”  är synonymt med fornkyrkoslaviska.

### Kännetecken
Fornbulgariskan (eller den bulgariska varianten av fornkyrkoslaviskan) kännetecknas av ett antal fonetiska, morfologiska, syntaktiska och lexikala drag (av vilka vissa, såsom reflexerna av *tj ([t']) och *dj ([d']), är typiska endast för bulgariskan), som följer:
- fonetiska:
  - mycket öppen artikulation av jat-vokalen (Ѣ), vilket fortfarande bevarats i den ålderdomliga bulgariska dialekten i Rodopibergen,
  - protoslaviska reflexer av *tj ([t']) och *dj ([d']):

| Protoslaviska | Fornkyrkoslaviska/fornbulgariska | Bulgariska | Tjeckiska | Makedonska | Polska | Ryska | Slovakiska | Slovenska | Serbiska |
| ------------- | -------------------------------- | ---------- | --------- | ---------- | ------ | ----- | ---------- | --------- | -------- |
| *dj           | žd                               | žd         | z         | gj         | dz     | ž     | dz         | j         | dž       |
| *tj           | št                               | št         | ts        | kj         | ts     | č     | ts         | č         | č        |
| *gt/kt        | št                               | št         | ts        | kj         | ts     | č     | ts         | č         | č        |

- - bruket av [ra-], [la-] för protoslaviska [or̃-], [ol̃-]
  - bruket av [s] för protoslaviskt [č] före protoslaviskt åi
  - användande av [cv-], [dzv-] för protoslaviska [kv’-], [gv’-]

- morfosyntaktiska
  - bruket av possessiv dativ vid personliga pronomen och substantiv: рѫка ти; отъпоуштенье грѣхомъ,
  - deskriptivt futurum med verbet хотѣти,
  - bruket av den komparativa formen мьнии (mindre) i betydelsen yngre,
  - bruket av suffigerade demonstrativa pronomen (тъ, та, то). Dessa utvecklades senare till suffigerade bestämda artiklar.

- ortografiska:
  - ursprungliga [ы] och [ъi] sammansmälte till [ы]
  - ibland förenades användningen av boktstaven 'Ѕ' (dz) med användningen av 'З' (z)
  - verbformerna naricają, naricaješi ersattes eller alternerade med naričą, naričeši

- lexikala:    
  - bruket av ord av protobulgariskt  ursprung, såsom кумиръ, капище, чрьтогъ, блъванъ, etc.